# Nicolae Opopol
Nicolae Opopol (n. 9 februarie 1938, Bîrnova, România – d. 5 decembrie 2022, Chișinău, Republica Moldova) a fost un medic-igienist, doctor habilitat în medicină, profesor universitar, membru corespondent al Academiei de Științe a Moldovei.

## Copilărie și educație
Descendent din satul Bîrnova, raionul Ocnița, s-a născut la 9 februarie 1938 în familia lui Ion și Parascovia Opopol, simpli țărani cu 8 copii. Își petrece copilăria și își face studiile de școală în satul natal.
După absolvirea școlii de 7 ani, în 1952, este înmatriculat la Școala de Felceri și Moașe din orașul Bălți, secția Felceri Sanitari. În 1955 a fost încadrat în câmpul muncii ca felcer sanitar al sectorului medical rural din Catranîc, raionul Fălești, apoi în 1958 este transferat în satul Dîngeni, Ocnița.
Își face studiile, din 1960, la Institutul de Stat de Medicină din Dnepropetrovsk⁠(d), facultatea Medicină Preventivă. Fiind student eminent, s-a încadrat în cercetările științifice. Aceste aptitudini le prelungește la Institutul Moldovenesc de Cercetări Științifice în Igienă și Epidemiologie - IMCȘIE (Chișinău), unde este încadrat ca cercetător științific superior în secția Igienă.

## Carieră
Pe parcursul anilor 1967-1970 a realizat primul program științific consacrat estimării stării de nutriție a populației din mediul rural și susține teza de doctor în medicină, aprobată de CSA a URSS în l971.
Conform necesităților practice ale republicii, în octombrie 1971 a fost transferat în funcție de șef secție Igienă a Stației Sanitaro-Epidemiologice Chișinău, iar în 1972 a fost numit medic-șef al acestei instituții.
Fiind pasionat de activitatea științifică, în 1975 Opopol revine la IMCȘIE, unde, un an mai târziu, organizează un grup științific de cercetare cu activitate prin autogestiune. În același an a fost înmatriculat la Facultatea Internațională de Sănătate Publică a Institutului Central de Perfecționare a Medicilor din Moscova, pe care o absolvește în 1977.
În 1978, în IMCȘIE, organizează laboratorul Toxicologia Alimentară și este numit șef al acestuia. În 1988 este transferat la Institutul de Cercetări Științifice în Medicina Preventivă și Clinică, în funcție de șef secție Igienă.
În 1991, Opopol susține teza de doctor habilitat în medicină în cadrul Consiliului Științific al Institutului Alimentației al AȘM a URSS. În 1992 este ales șef catedră Igienă și Epidemiologie a FPM, a USMF „Nicolae Trestemițanu”, iar în 1994 i se conferă titlul științifico-didactic de profesor universitar. În 1995 este ales membru corespondent al Academiei de Științe a Moldovei.
Pe parcursul anilor 1995-2003, Nicolae Opopol a activat în funcție de prim-vicedirector general al Centrului Național Științifico-Practic de Medicină Preventivă și adjunct al medicului-șef sanitar al Republicii Moldova, resposabil de supravegherea sanitară preventivă și curentă din țară și de sectorul științific. În aceeași perioadă de timp a deținut funcția de șef catedră.
Din 2003 devine șef titular al catedrei Igienă și Epidemiologie a FPM a USMF „Nicolae Trestemițanu”, activând concomitent în funcție de colaborator științific principal al secției Monitoring Socio-igienic a CNȘPMP. Din 1992 până în prezent este specialist principal al Ministerului Sănătății al RM. Tot din același an până în prezent este președinte al Consiliului Coordonator al Societății științifice a igieniștilor din Republica Moldova.
Direcția științifică de bază a profesorului Nicolae Opopol este sănătatea publică. În decursul activității sale științifice, în calitate de savant a publicat circa 250 de lucrări, inclusiv 6 monografii. A pregătit patru doctori și un doctor habilitat în medicină, continuă să îndrumeze doctoranzii. A condus colectivele de redacție a multor culegeri de lucrări științifice în igienă și în epidemiologie.
A organizat numeroase conferințe științifice în problema sănătății în relație cu mediul ambiant și a participat la importante conferințe și simpozioane republicane și internaționale.

### Afilieri
A fost membru al Senatului și al Consiliului Științific al USMF „Nicolae Trestemițanu” și a două Consilii specializate de susținere a tezelor de doctor habilitat în medicină. A fost președinte al Comisiei de experți în Medicina Socială și Managementul Sanitar, Igienă și Epidemiologie a CNAA al RM, președinte al Comisiei metodice de profil în Igienă a MS a RM, președinte al Comisiei de Atestare a Igieniștilor etc. A fost membru al consiliilor de redacție a două reviste științifice din țară și a două reviste științifice din afara Moldovei.

## Premii și distincții
Pentru merite deosebite în activitatea medicală, științifică și didactică este menționat cu:
- insigna Eminent al Ocrotririi Sănătății (1968)
- medalia „Za doblesnii trud” (1971)
- medalia „Veteran truda” (1986)
- Diploma de Onoare a Prezidiului Suprem al RSSM (1988)
- ordinul Gloria Muncii (1997)
- Certificatul de Înaltă Apreciere a Organizației Mondiale a Sănătății (2002)
- Diploma Prezidiului AȘM pentru monografia editată (2003)
- diplome de onoare ale Ministerului Sănătății